# СКИ ОМЭР АН СССР
СКИ ОМЭР — Служба космических исследований Отдела морских экспедиционных работ АН СССР, подразделение, подчинённое Академии наук СССР (формально) и Министерству обороны СССР (фактически), имевшее в своём ведении научно-исследовательские суда, предназначенные для обеспечения космических программ СССР.
В ВМФ СССР также существовало соединение кораблей измерительного комплекса, работавшее в интересах ВМФ, РВСН и ГУКОС, выполнявшее, в частности, аналогичные задачи и к СКИ ОМЭР не относившееся.

## Причины создания
В 1950-х годах в развитии ракетной техники появилось новое направление. Начали проектироваться и испытываться ракеты, способные выводить полезную нагрузку на орбиту вокруг Земли. Конструктор Сергей Павлович Королёв приступил к выполнению программы по запуску пилотируемых космических кораблей.
Космический аппарат с момента старта и до окончания полёта должен находиться под наблюдением и управлением. С этой целью начиная с 1956 г. на территории СССР начала разворачиваться сеть наземных командно-измерительных пунктов (позднее их стали называть — «научные измерительные пункты», НИП).
Однако из 16 суточных витков 6 находятся вне радиовидимости с территории СССР. Не видна НИПам и бо́льшая часть траектории над Атлантикой, где должны были выполняться ответственные операции — стыковки-расстыковки космических аппаратов, торможение и спуск космических кораблей, а также «второй старт» — вывод межпланетных космических станций с промежуточной орбиты на заданную траекторию. К началу 1960-х годов стала понятна необходимость присутствия измерительных пунктов в Мировом океане.

## Начало истории
Назрел вопрос о создании специализированных судов, способных поддерживать радиосвязь с экипажами космических кораблей, выполнять наблюдение и управление космическими аппаратами. С этой целью в срочном порядке на трех торговых судах Министерства морского флота СССР: «Ворошилов» (с 1962 г. «Ильичёвск»), «Краснодар» и «Долинск» была установлена телеметрическая радиоаппаратура. В августе 1960 года эти суда вышли в свои первые рейсы.
В 1960 году эти три судна, объединённые в плавучий телеметрический комплекс (ПТК), вошли в состав наземного командно-измерительного комплекса (НКИК) при НИИ-4 Министерства Обороны СССР. В 1962 году к ним присоединился танкер «Аксай», как бункеровщик и в то же время — телеметрическое судно.
В соответствии с директивой Генерального штаба Вооружённых Сил СССР (ГШ ВС СССР) № Орг/9162079 от 26.11.1962 в 1963 году все работы, связанные с формированием экспедиций, организацией и проведением измерений, были переданы Командно-измерительному комплексу (КИК, в/ч 32103). В её составе была сформирована специальная в/ч 26179, куда и были переданы суда ПТК.
Позднее, директивой ГШ ВС СССР № Орг/7/86632 от 17 января 1969 года в/ч 26179 получила наименование «Отдельный плавучий измерительный комплекс» (ОПИК), а 25 января 1973 г., директивой № 314/4/00364 — «9-й Отдельный морской командно-измерительный комплекс» (9-й ОМ КИК) в составе Командно-измерительного комплекса, подчинённого Центральному управлению космических средств (ЦУКОС, с 1970 — ГУКОС) РВСН.
До 1967 года суда ПТК, находясь под флагом СССР, выходили в рейс под легендой судов снабжения рыболовного флота. Личный состав экспедиций оформлялся в составе экипажа, специальная техника в формуляре судна не указывалась. В результате такой скрытности любой заход в порт мог привести к неприятностям и провокациям. Так, под арестом в портах захода оказывались «Ильичёвск», «Ристна», «Кегостров».
18 июня 1967 года было опубликовано сообщение ТАСС «о создании в составе отдела научного флота Академии наук СССР подразделения научно-исследовательских судов для изучения верхних слоёв атмосферы и обеспечения полётов космических объектов, пилотируемых кораблей и межпланетных автоматических станций». На всех кораблях был поднят вымпел Академии наук СССР и они при всех внешних сношениях с портовыми властями и в прессе стали именоваться научно-исследовательскими судами АН СССР. Распоряжением президиума АН СССР от 4 ноября 1970 г. № 34-1466 при Отделе морских экспедиционных работ была создана «Служба космических исследований» — СКИ ОМЭР АН СССР. Так ОМ КИК приобрёл своё открытое наименование и новую легенду.

## Расширение состава флота
К 1967 году в составе ПТК находились суда «Долинск», «Аксай», «Бежица», «Ристна».
В течение 1967 года флот пополнили суда т. н. «лунной флотилии» — «Космонавт Владимир Комаров», «Боровичи», «Кегостров», «Моржовец» и «Невель», переоборудованные первый — по проекту 1917 («Сириус») из сухогруза «Геническ», остальные — по проекту 1918 («Селена») из лесовозов серии «Вытегралес» ("проекта 596"). Назначением этих судов было сопровождение советской программы лунных пилотируемых полётов.
В 1970 году вошло в строй научно-исследовательское судно «Академик Сергей Королёв» — проект 1908 («Канопус»), а в 1971 — флагман морского космического флота, «Космонавт Юрий Гагарин» — проект 1909 («Феникс»).
В 1977—1978 годах вымпел АН СССР был поднят на научно-исследовательских судах «Космонавт Владислав Волков», «Космонавт Павел Беляев», «Космонавт Георгий Добровольский» и «Космонавт Виктор Пацаев», переоборудованных по проекту 1929 («Селена-М») из лесовозов серии «Вытегралес» ("проекта 596").
К концу 1978 года флот СКИ ОМЭР насчитывал 11 судов, базировавшихся в Ленинграде и Одессе:
- в Одессе:
  - «Космонавт Юрий Гагарин» — в/ч 30108;
  - «Академик Сергей Королёв» — в/ч 29508;
  - «Космонавт Владимир Комаров» — в/ч 29466;
- в Ленинграде:
  - «Боровичи» — в/ч 30057;
  - «Кегостров» — в/ч 40217;
  - «Моржовец» — в/ч 40215;
  - «Невель» — в/ч 29480;
  - «Космонавт Владислав Волков» — в/ч 49517;
  - «Космонавт Павел Беляев» — в/ч 49504;
  - «Космонавт Георгий Добровольский» — в/ч 59944;
  - «Космонавт Виктор Пацаев» — в/ч 59945.

Примечание: Выше приведены номера войсковых частей, военнослужащие которых, наравне со служащими Советской армии, принимали участие в управлении полётом космических аппаратов на соответствующих судах. Сами суда к войсковым частям не относились, принадлежали пароходствам и находились в аренде у Министерства обороны.

## Деятельность
Вся история развития советской космонавтики тесно связана с надёжной поддержкой со стороны «морского космического флота». Назначением «больших», одесских судов было управление космическими аппаратами, траекторные и телеметрические измерения, поддержка связи с экипажами космических кораблей и станций. Назначение ленинградских судов — телеметрические измерения и поддержка связи.
В годы существования СКИ ОМЭР её научно-исследовательские суда работали в Атлантическом, Индийском и Тихом океанах. Объектами их работы были долговременные орбитальные станции (ДОС) «Салют» и «Мир», космические корабли «Союз», «Союз-Т», «Союз-ТМ», транспортные корабли «Прогресс», многочисленные спутники как военного, так и гражданского назначения — спутники связи, разведки, системы позиционирования ГЛОНАСС, ракета-носитель «Энергия» и многоразовый космический корабль «Буран».
Выполняя задачи, связанные с испытаниями космической техники, например, беспилотного орбитального ракетоплана БОР-4 и многоразового космического корабля «Буран», суда СКИ ОМЭР взаимодействовали со специализированными кораблями ВМФ СССР — кораблями Тихоокеанской гидрографической экспедиции (ТОГЭ) и поисково-спасательными кораблями Черноморского флота ВМФ СССР.
Совершая многомесячные рейсы в различные районы Мирового океана, суда СКИ ОМЭР заходили для пополнения запасов продовольствия, воды и топлива в порты многих стран Европы, Африки, Азии и Америки, вызывая неизменный интерес у местных жителей.

## Управление Службой
Управление всем этим мощным флотом, координацию его действий с наземными пунктами и осуществляло руководство СКИ ОМЭР АН СССР.
Первый начальник ОМЭР (1963—1986 гг.) — дважды Герой Советского Союза Иван Дмитриевич Папанин.
Первый командир в/ч 26179 (ПТК, ОПИК, ОМ КИК, С 29.04.1963 по 21.07.1983 гг) — капитан 1 ранга Виталий Георгиевич Безбородов.

## Конец истории
Служба космических исследований Отдела морских экспедиционных работ АН СССР была окончательно расформирована в начале 1990-х годов в результате нескольких ключевых факторов:
Распад СССР: После распада Советского Союза в 1991 году многие государственные структуры, в том числе связанные с наукой, космосом и обороной, подверглись реорганизации или ликвидации. Финансирование космических программ резко сократилось, и обслуживание дорогостоящих научно-исследовательских судов стало нецелесообразным.
Экономические трудности: В первые годы после распада СССР государство оказалось в экономическом кризисе, что привело к значительным сокращениям бюджета на науку и оборону. Космические программы и соответствующие морские экспедиции потеряли приоритет, поскольку экономика страны нуждалась в стабилизации.
Изменение приоритетов: В условиях сокращения финансирования акцент сместился с дорогих экспедиций на море к более экономически доступным наземным и космодромным проектам. Содержание и эксплуатация исследовательских судов стали слишком затратными, и эти функции постепенно передавались другим структурам или упрощались.
Снижение необходимости морских экспедиций: Развитие наземных станций слежения и передовых космических технологий снизило потребность в морских судах для обеспечения связи с космическими аппаратами. Таким образом, в новых условиях такие суда стали менее актуальны.
В результате этих факторов Служба космических исследований была расформирована, а её суда и оборудование либо переданы другим учреждениям, либо проданы, либо списаны.

В 1989 г. расформированы экспедиции «малых» судов проекта «Селена». В 1990 г. эти суда проданы на слом в Аланг (Индия).
В 1989 г. исключено из состава ОМ КИК и продано новому владельцу — «ЭКОС-Конверсия» НИС «Космонавт Владимир Комаров». В 1994 г. судно продано на слом в Аланг (Индия).
В 1991—1994 гг. вернулись из своих последних экспедиционных рейсов остальные суда и надолго встали «на прикол».
С 1 апреля 1995 г. директивой ГШ ВС РФ № 314/3/012 от 26 января 1995 г. прекращено финансирование ОМ КИК. СКИ ОМЭР перестала существовать.
В 1995 г. суда «Космонавт Владислав Волков», «Космонавт Павел Беляев», «Космонавт Георгий Добровольский» и «Космонавт Виктор Пацаев» были переданы из ведения Министерства обороны в Российское космическое агентство («Роскосмос»).
В 1996 г. суда «Космонавт Юрий Гагарин», «Академик Сергей Королёв», доставшиеся после распада СССР в 1991 году Черноморскому морскому пароходству (Украина), сменили названия на «АГАР» и «ОРОЛ» и были проданы на слом в Аланг (Индия).
В 1998—1999 гг. были предприняты шаги к участию НИС «Космонавт Георгий Добровольский» в проекте «Морской старт» (Sea Launch). На судно была установлена соответствующая аппаратура, начата подготовка к выходу в рейс. Но он так и не состоялся.
В 2000 г. «Космонавт Владислав Волков» и «Космонавт Павел Беляев» разобраны на калининградском судоремонтном заводе «Судоремонт-Балтика».
В 2006 г. «Космонавт Георгий Добровольский», сменив название на «Cosmos», ушёл на слом в Аланг (Индия).
К настоящему времени (2019 год) осталось существовать лишь одно судно «морского космического флота» — «Космонавт Виктор Пацаев», стоящее в порту Калининград у причала Музея Мирового океана. На борту судна частично сохранено оборудование приёма телеметрической информации и находившиеся на судне сотрудники НПО Измерительной техники (г. Королёв) до сентября 2017 г. продолжали выполнять работы по приёму телеметрической информации и обеспечению связи с космическими аппаратами, в том числе — с Международной космической станцией (МКС). В июле 2016 г. приказом министра культуры РФ судно внесено в единый государственный реестр объектов культурного наследия народов России федерального значения.

## Клуб ветеранов Морского космического флота
Персонал, осуществлявший работы по сопровождению полётов космических аппаратов и обслуживание радиотехнических средств на судах СКИ ОМЭР, формировался как из офицеров Советской армии, так и из гражданских специалистов, инженеров и техников. СКИ ОМЭР больше не существует, но ветераны Службы объединились в организацию — Клуб ветеранов, объединяющий около 800 человек.
Цель организации — объединение и взаимопомощь ветеранов Службы, популяризация знаний о флоте Службы и его вкладе в освоение Космоса, борьба за сохранение НИС Космонавт Виктор Пацаев в качестве памятника и музея.
При Клубе имеется музей. Ветераны регулярно встречаются для обсуждения планов и просто для общения.
Клуб ветеранов, решая свои задачи, взаимодействует с другими подобными ветеранскими организациями: с «Союзом ветеранов КИК» — ветеранами, военными моряками, служившими на кораблях ТОГЭ и выполнявших с моряками Службы общие задачи, а также с «Содружеством морского и космического флотов» — с моряками Балтийского морского пароходства, офицерами и служащими Службы, живущими в Санкт-Петербурге.

## Факты
- «Ворошилов» в годы Великой Отечественной войны участвовал в транспортных операциях на Чёрном море [10].
- До сих пор (2020 г.) «Космонавт Юрий Гагарин» может считаться самым крупным судном, предназначенным для сопровождения полётов космических аппаратов. Вместе с тем, встречающаяся в сети информация о том, что «Гагарин» вдвое больше «Титаника» — не более, чем бездумно повторяемая ошибка.
- В 1970 году на теплоходе «Невель» вторым помощником капитана ходил известный писатель В. В. Конецкий, известный массовому зрителю как автор сценария фильмов «Путь к причалу», «Тридцать три», «Полосатый рейс». Сам же рейс на «Невеле» описан во 2-й части его трилогии «За доброй надеждой» — «Среди мифов и рифов».

## Галерея

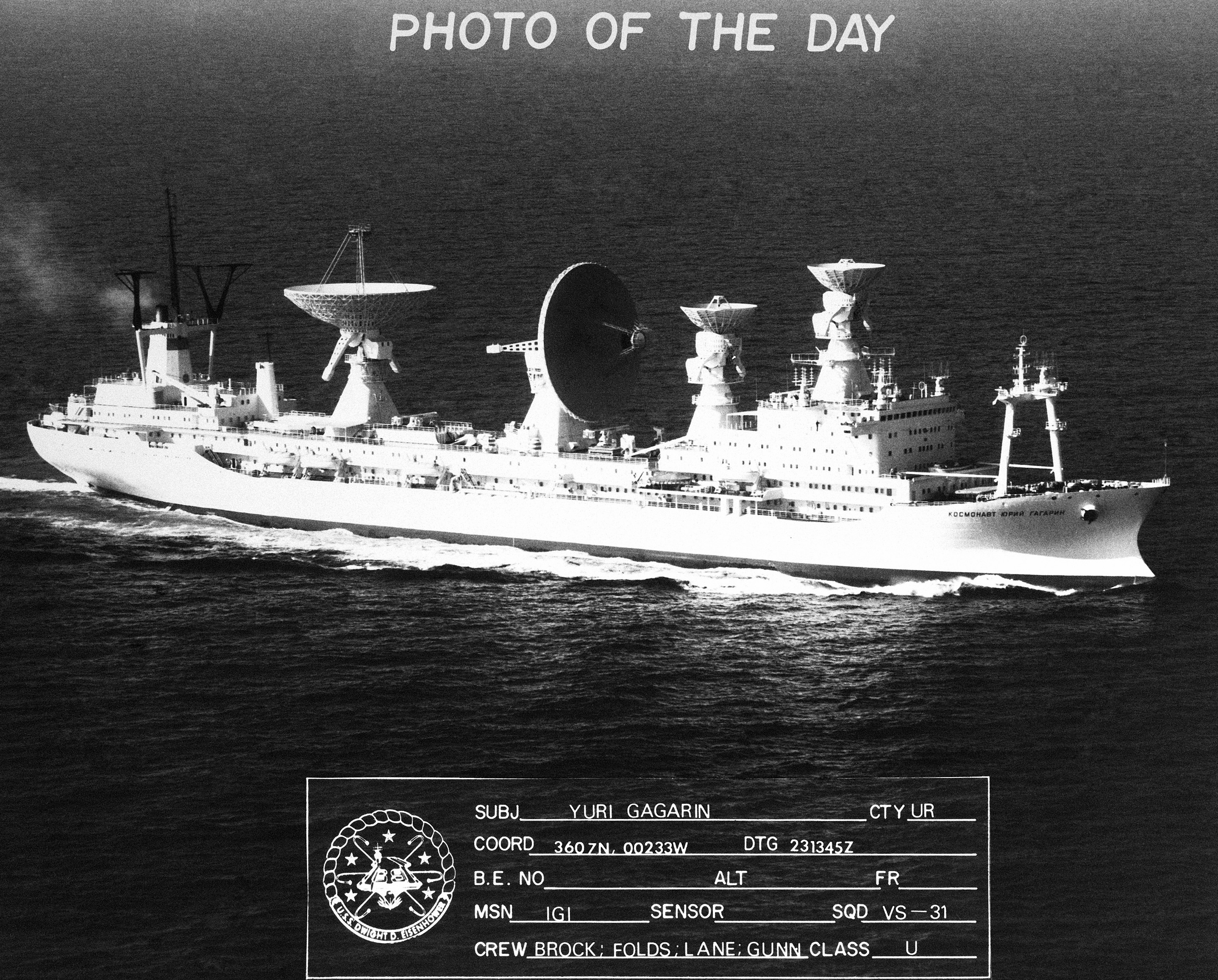
НИС «Космонавт Юрий Гагарин»
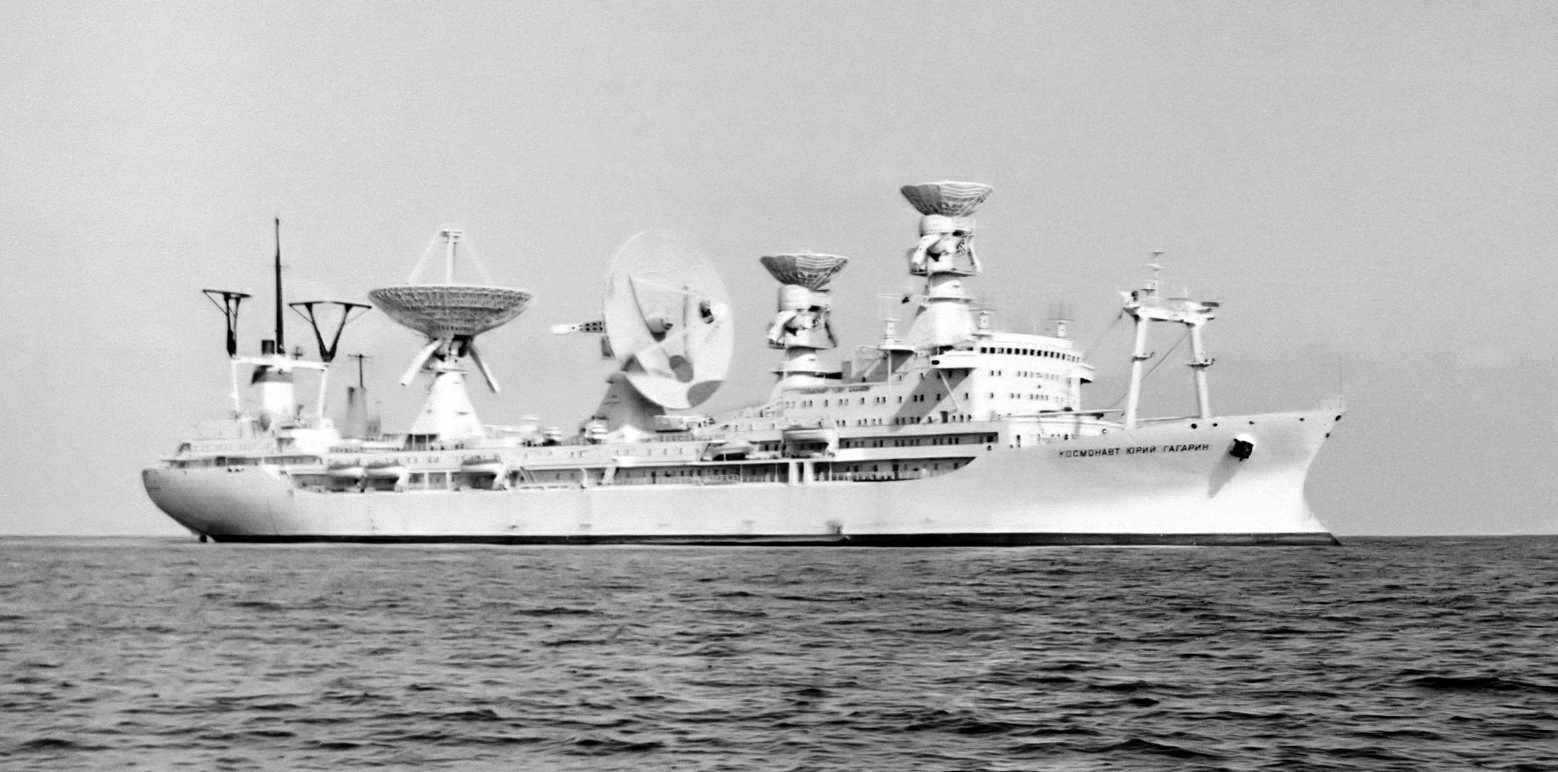
НИС «Космонавт Юрий Гагарин»
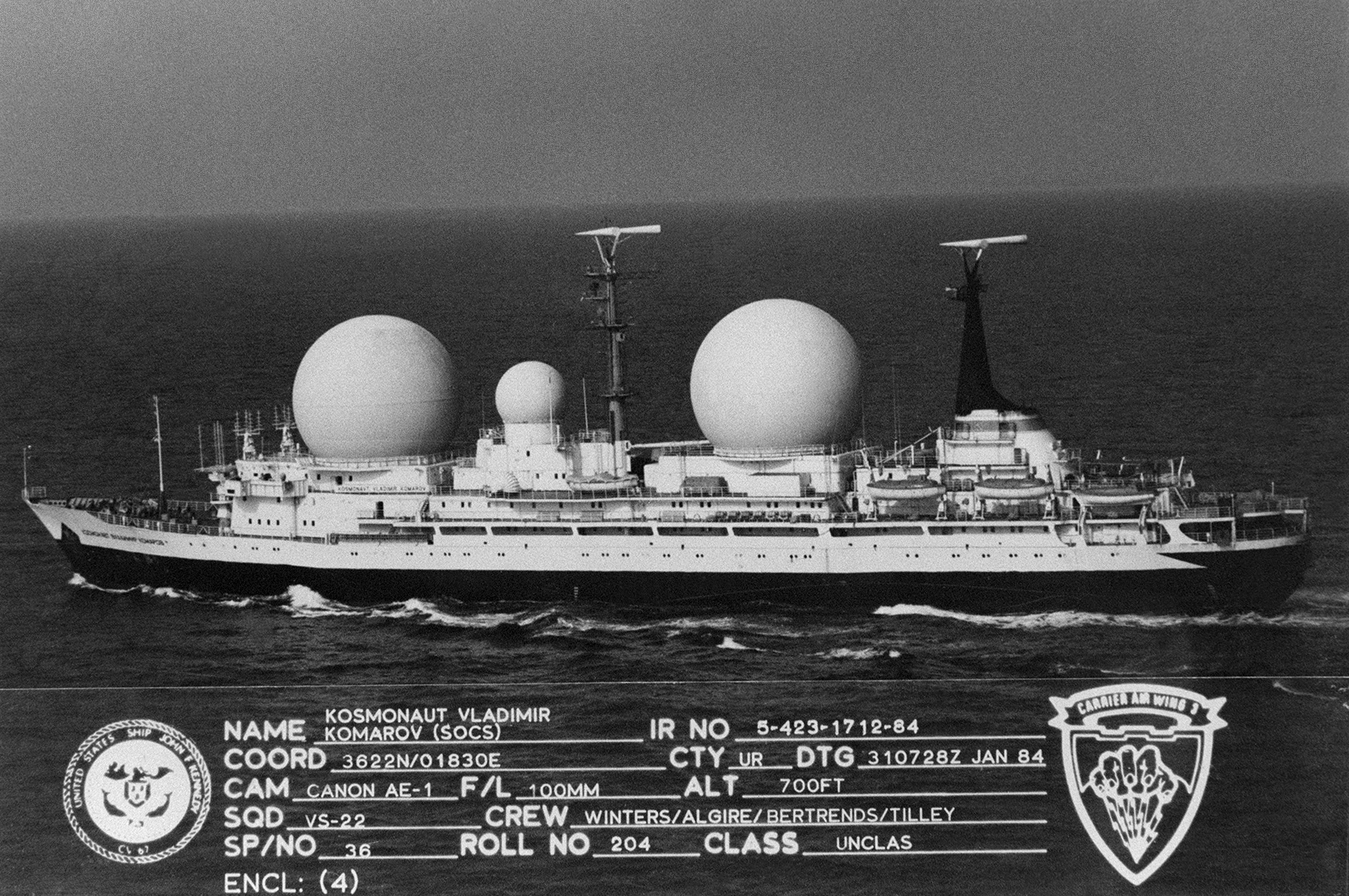
НИС «Космонавт Владимир Комаров»
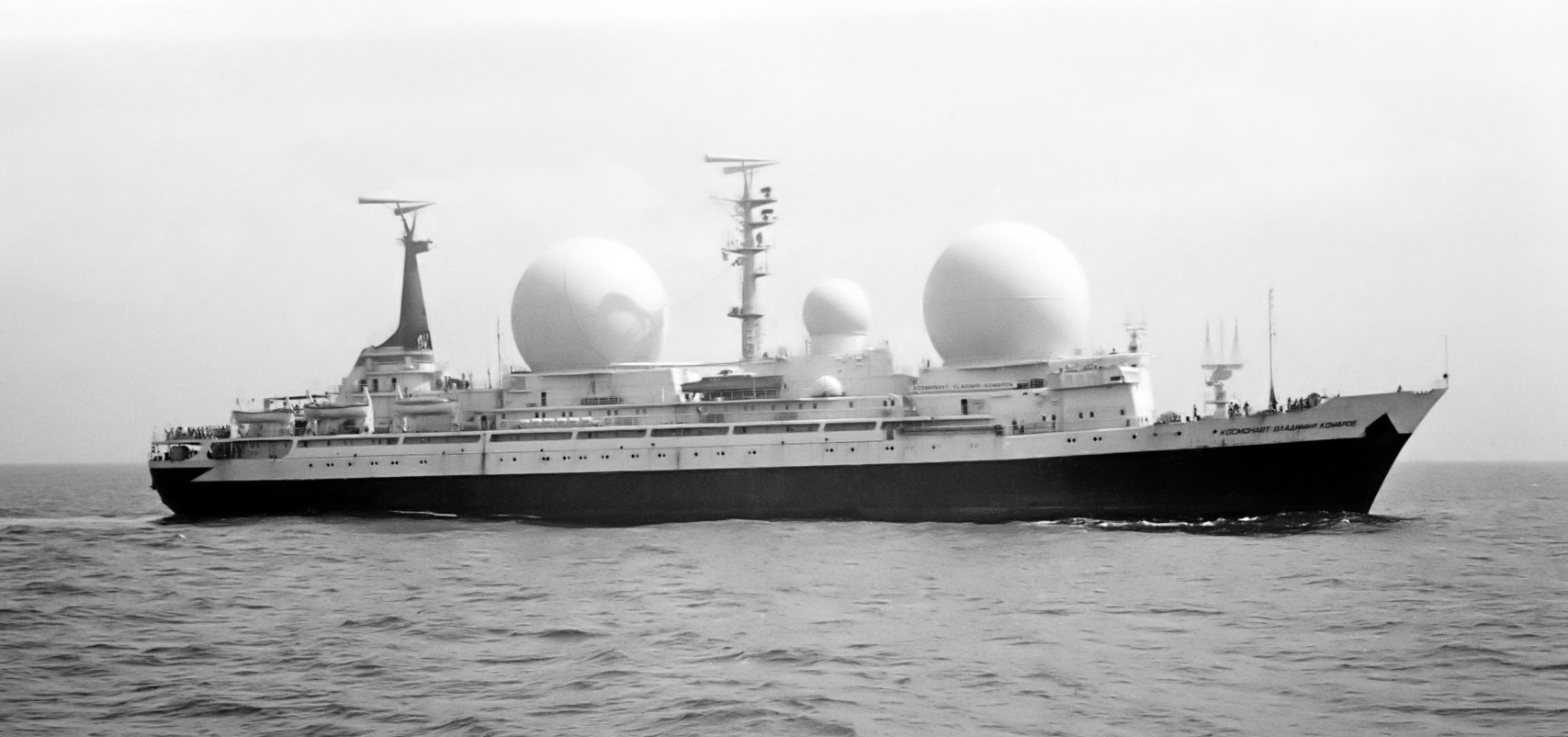
НИС «Космонавт Владимир Комаров»
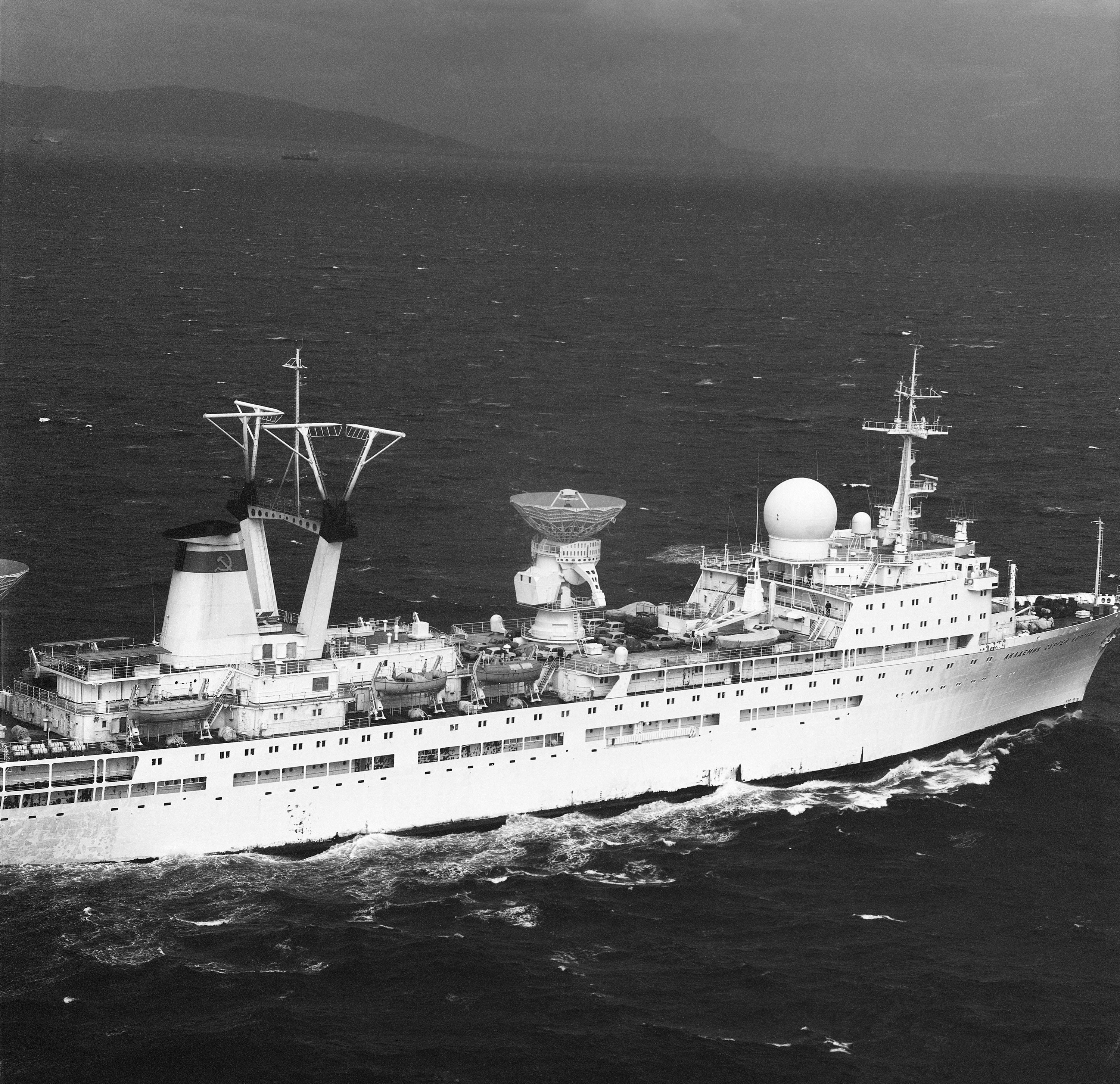
НИС «Академик Сергей Королёв»
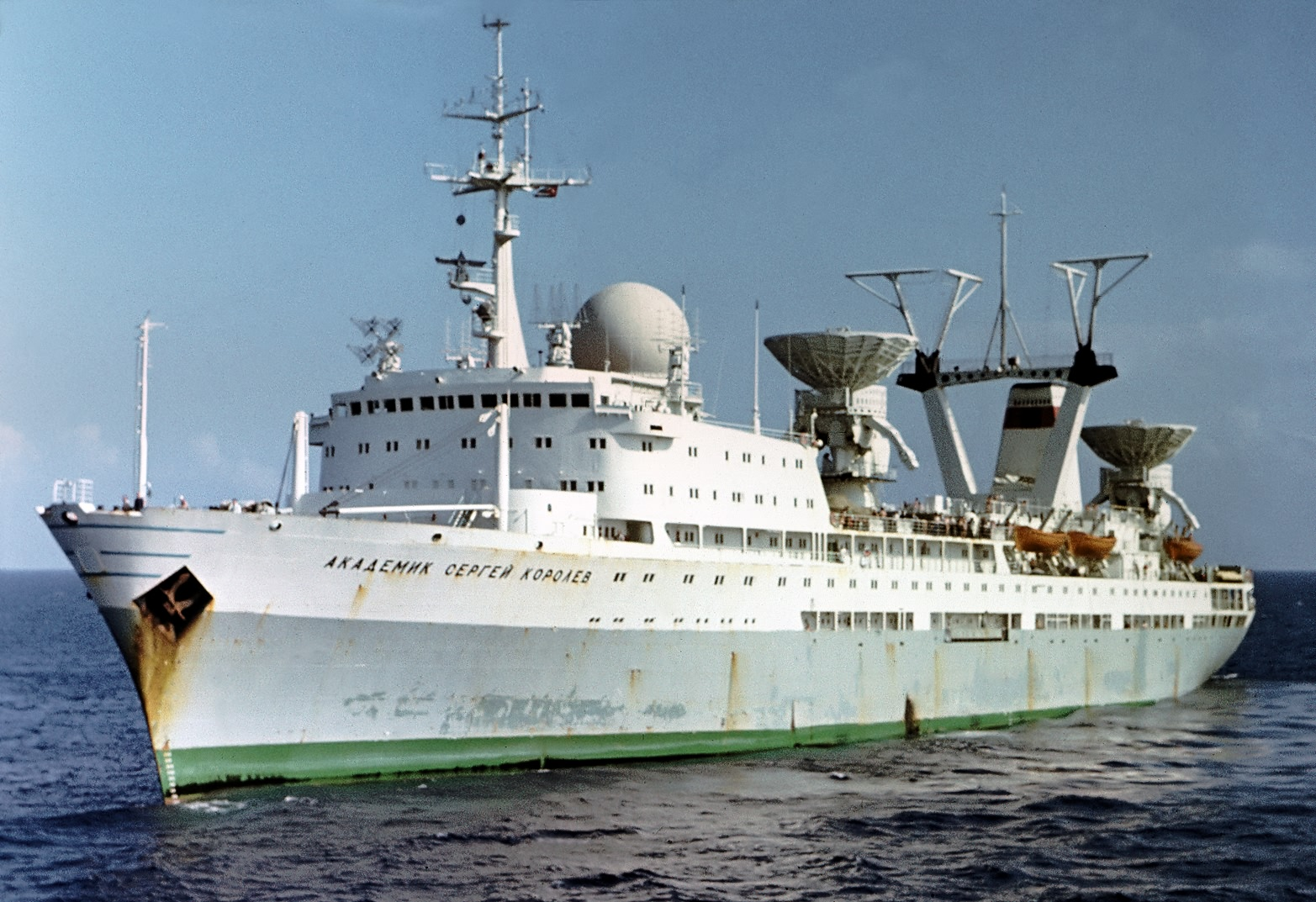
НИС «Академик Сергей Королёв»
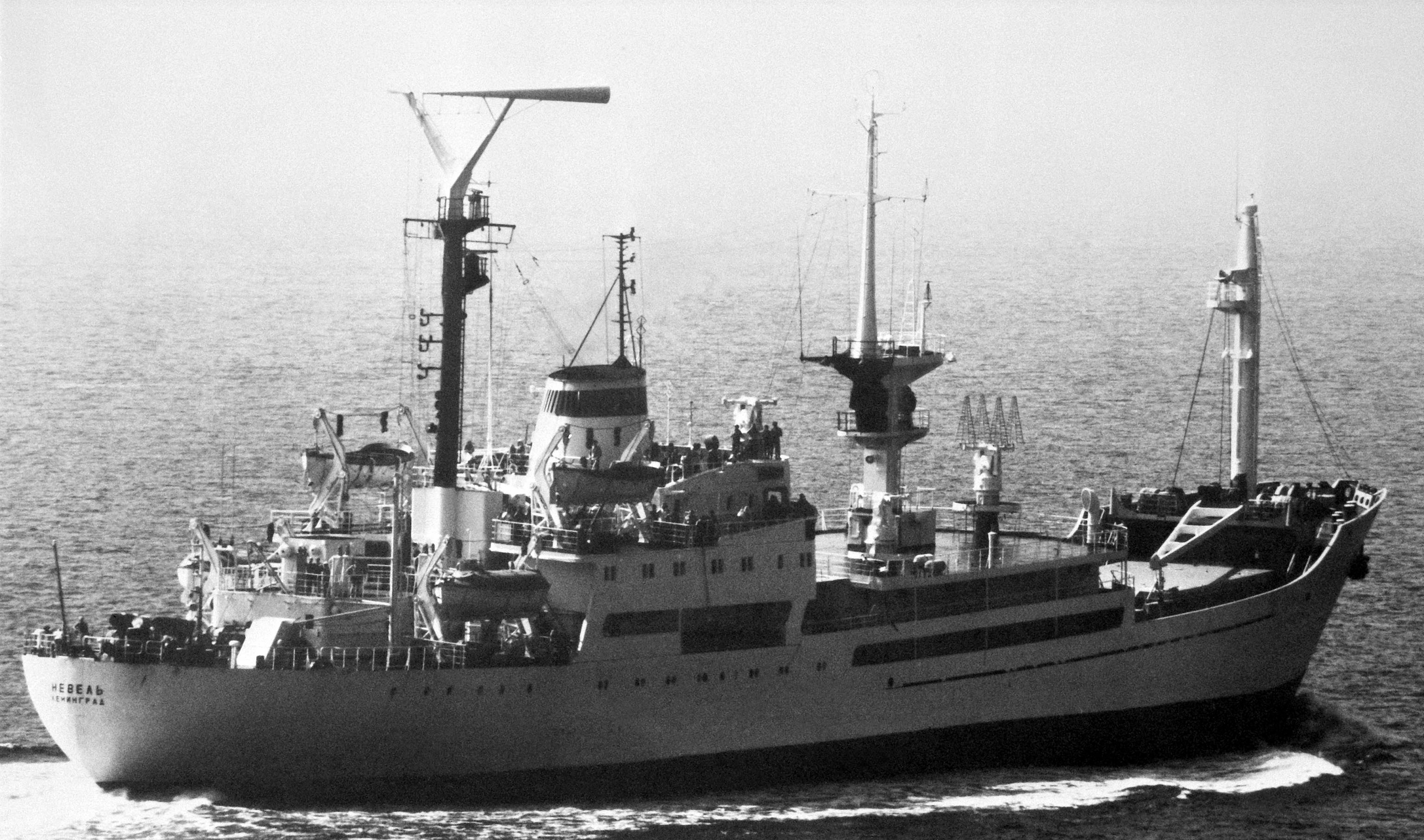
НИС «Невель»
НИС «Космонавт Виктор Пацаев»
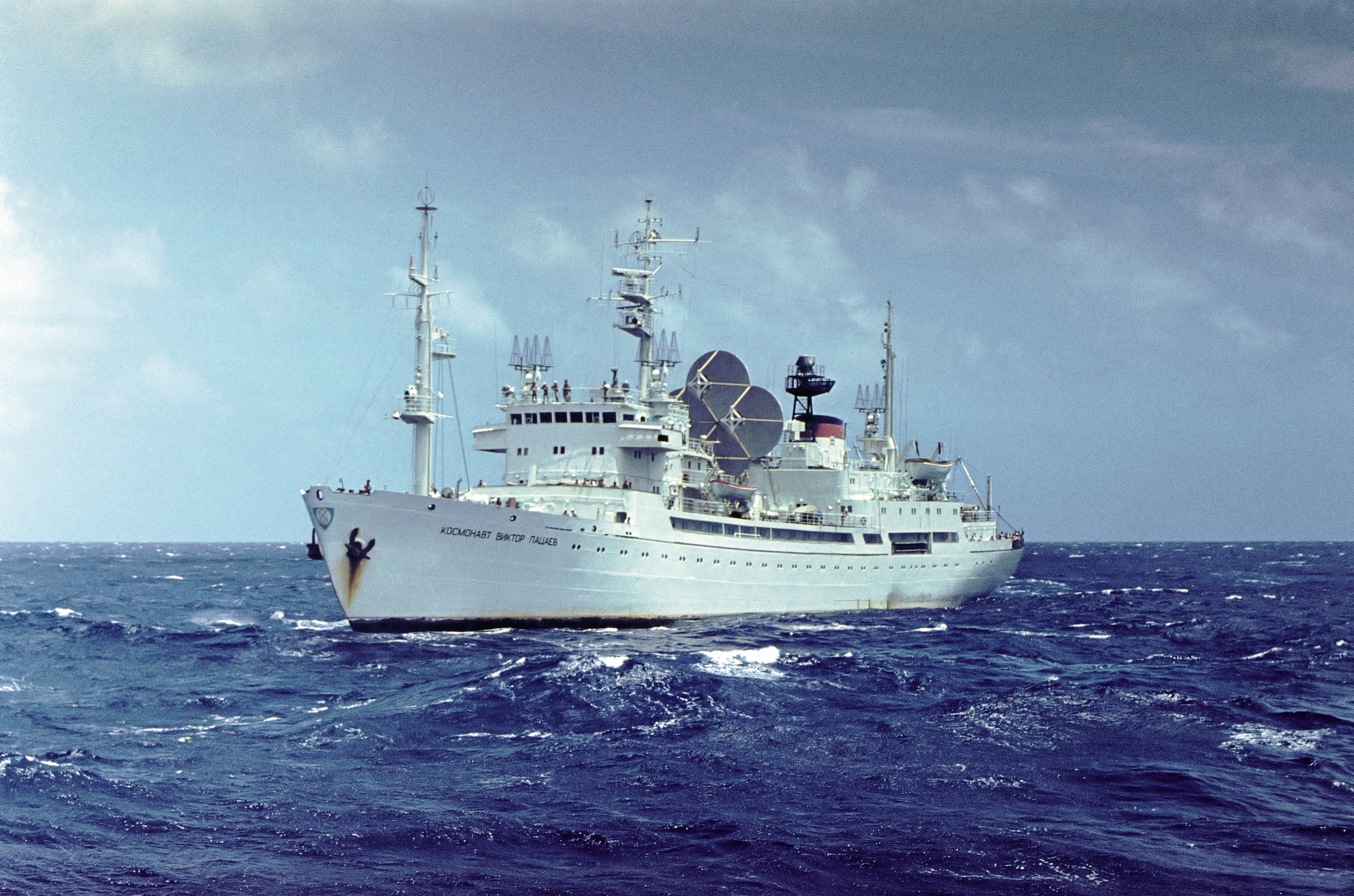
НИС «Космонавт Виктор Пацаев»
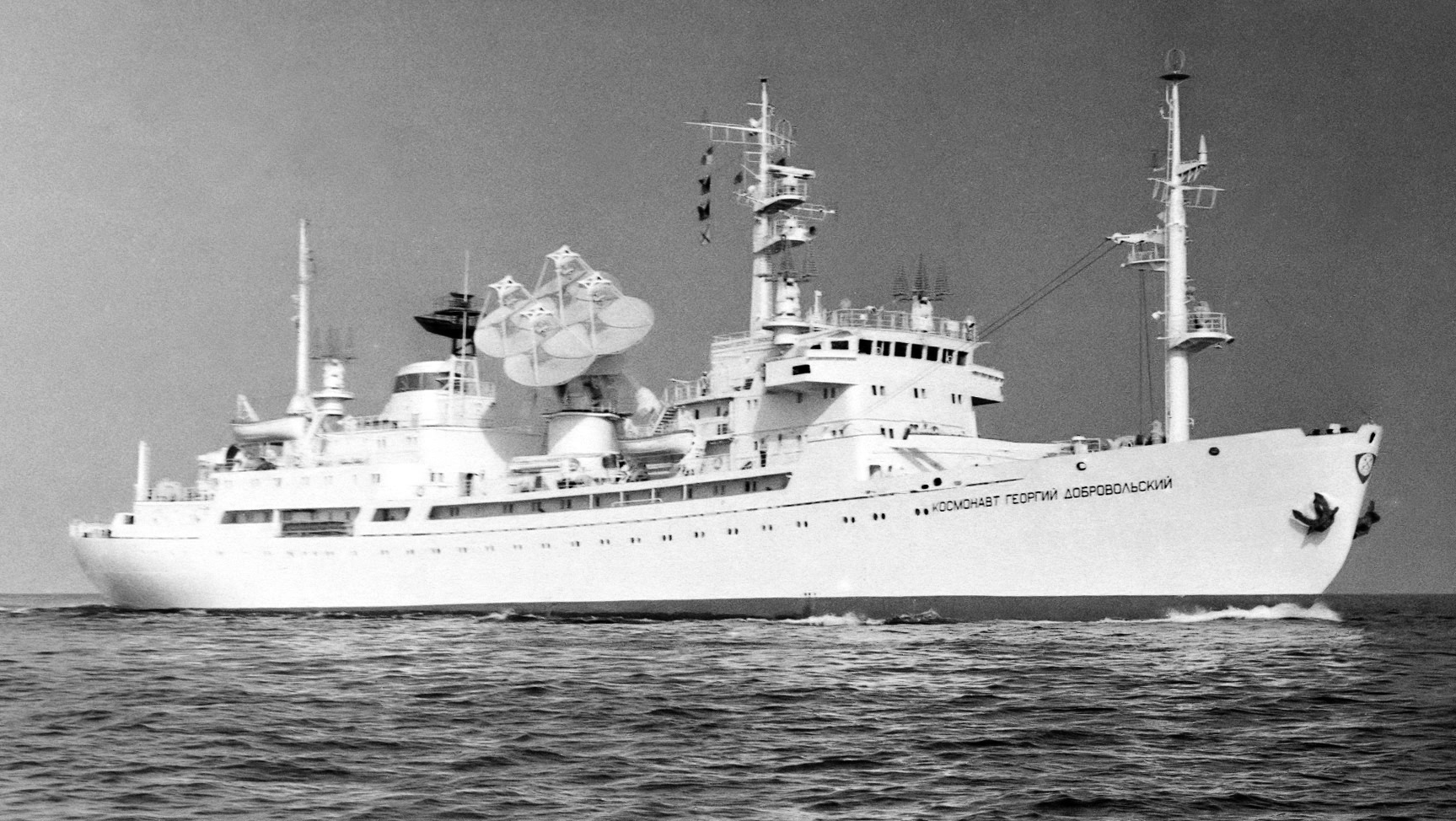
НИС «Космонавт Георгий Добровольский»
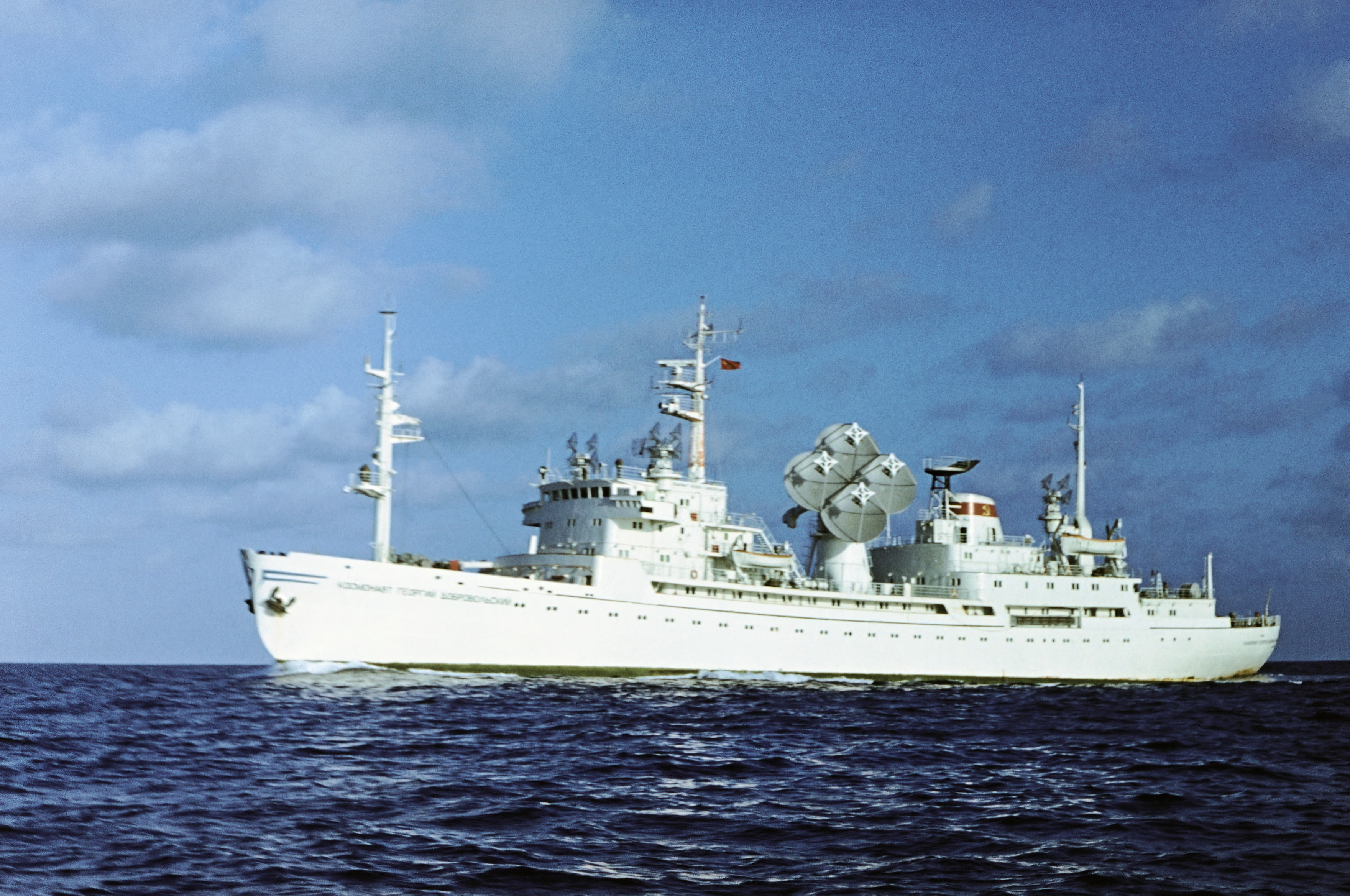
НИС «Космонавт Георгий Добровольский»